# Anton Henning
Anton Henning (* 1964 in Berlin) ist ein deutscher Künstler, der sich neben Malerei auch mit Skulpturen und Filmen beschäftigt.

## Biografie
Henning ist Autodidakt. Er lebte Ende der 1980er erst in London und dann in New York City. Ab Mitte der 1990er hatte er seine ersten Einzelausstellungen. Mit der Ausstattung des Restaurants im Arp Museum Bahnhof Rolandseck 2007 zusammen mit seiner Einzelausstellung machte er sich auch als künstlerischer Gestalter von Möbeln und Interieurs einen Namen. Von 2018 bis 2020 hatte er eine Vertretungsprofessur an der Hochschule der Bildenden Künste Dresden inne.
In seinem malerischen Werk arbeitet Henning daran, die Stilmittel der Avantgarden und der Klassischen Moderne neu zur Geltung zu bringen. Statt sie nur, wie in der Postmoderne üblich, ironisch zu zitieren, greift er sie ernsthaft und selbstbewusst auf und gewinnt ihnen, vor allem in der Kombination und Verschmelzung, neue Dimensionen ab. Seine Bilder erscheinen daher oft wie zeitgenössische Weiterführungen von Werken von Picasso, Matisse, Modigliani oder Guston. Aber es ist ihm auch wichtig, über die Moderne hinweg Verbindungen zu früheren Epochen der Kunstgeschichte zu knüpfen. So sind Künstler wie Tizian, Rembrandt und Courbet immer wieder wichtige Referenzen im Werk Hennings. Mit Serien seiner Gemälde, mit Plastiken und Lichtskulpturen und mit dreidimensionalen Wandobjekten bildet er, zusammen mit zugekauften oder selbstentworfenen Möbeln, Tapeten und Teppichen, raumfüllende Salons. Diese begehbaren und nutzbaren Installationenen, die farblich abgestimmt sind, ergeben wiederum ein Gesamtbild, das Henning „Interieur“ nennt.
Henning lebt und arbeitet in Manker bei Fehrbellin.

## Einzelausstellungen (Auswahl)
- 2019: Pink Period, Tim van Laere Gallery, Antwerpen
- 2017: 95 hypermanische Paraphrasen, Kunsthalle Recklinghausen
- 2015: Midnight in Paris, Zeppelin Museum, Friedrichshafen
- 2014: Bad Thoughts – Collection Martijn and Jeannette Sanders, Stedelijk Museum, Amsterdam
- 2014: 40|10. 40 Jahre Sammlung – 10 Jahre Museum Frieder Burda, Museum Frieder Burda, Baden-Baden
- 2013: Why not live for Art II, Tokyo Opera City Art Gallery, Tokio
- 2013: E-motion. – Bernard Massini collection, Fondation Maeght, Saint-Paul de Vence
- 2012: Too much Skin, Taste & Turpentine, Magasin 3 Konsthall, Stockholm
- 2012:  La plage sans arrêt, Mamco, Genf
- 2011: Interieur No. 493, Talbot Rice Gallery, Edinburgh
- 2009: Oase: Anton Henning, Georg-Kolbe-Museum, Berlin
- 2009: Gegengift: Anton Henning, Haus am Waldsee, Berlin
- 2009: Sculptures, Drawings and Videos, De Pont Museum of Contemporary Art, Tilburg.[3]
- 2009: Anton Henning – Antonym, Wilhelm-Hack-Museum Ludwigshafen und Kunsthalle Mannheim.[4]
- 2008: You dig the tunnel, I’ll hide the soil, White Cube, London
- 2008: Blumenstilleben No. 193, Gemeentemuseum Den Haag[5]
- 2007: [...] und immer eine gute Linie. Anton Henning. Zeichnungen und Skulpturen 1984 – 2007, Arp Museum, Remagen.[6]
- 2007: Old Space, New Space, Gagosian Gallery, New York
- 2007: Anton Henning, S.M.A.K.|Stedelijk Museum voor Actuele Kunst, Gent.[7]
- 2005: 31 Apotheotische Antiphrasen für Haus Esters, Haus Esters, Krefeld.[8]
- 2005: Frankfurter Salon, Museum für Moderne Kunst, Frankfurt am Main.[8]
- 2003: Ziemlich schöne Malereien, Kunstmuseum Luzern
- 2002 Surpassing Surplus, De Pont Tilburg

## Gruppenausstellungen (Auswahl)
- 2019: Geheimnis der Dinge. Malstücke, Kunsthalle Recklinghausen
- 2018: Rendez-Vous met/with Frans Hals, Frans Hals Museum, Haarlem
- 2017: Never Ending Stories, Kunstmuseum Wolfsburg
- 2015: Picasso in der Kunst der Gegenwart, Deichtorhallen, Hamburg
- 2012: The collection. German art from Kiefer to Henning, Museum Boijmans Van Beuningen, Rotterdam
- 2011: Hackordnung #3, Sounds and Silence, Wilhelm-Hack-Museum, Ludwigshafen
- 2011: Die Heinz und Marianne Ebers-Stiftung - Eine Sammlung von Format, Kunstmuseum Krefeld & Museum Haus Lange, Krefeld
- 2011: Contemporary Magic: A Tarot Deck Art Project, Andy Warhol Museum, Pittsburgh
- 2011: Herein!, DZ Bank Kunstsammlung, Frankfurt am Main
- 2010: If not in this period of time - Contemporary German Painting, Museu de Arte de Sao Paulo, Sao Paulo
- 2010: THRICE UPON A TIME, Magasin 3 Konsthall, Stockholm
- 2010: Die Bilder tun was mit mir... Einblicke in die Sammlung Frieder Burda, Museum Frieder Burda, Baden-Baden
- 2009: NewNow: Building the Museum Collection, Nerman Museum of Contemporary Art, Overland Park, Kansas
- 2008: Interieur/Exterieur: Wohnen in der Kunst, Kunstmuseum Wolfsburg.[9][10]
- 2008: Die Skulpturen Der Maler, Museum Frieder Burda, Baden-Baden.
- 2007: Size Matters: XXL - Recent Large-Scale Paintings, Hudson Valley Center For Contemporary Art, New York.
- 2007: Surrealités, Kunsthaus Pasquart, Biel.
- 2007: Leve de Schilderkunst!, Kunsthal Rotterdam.
- 2006: Bilderzimmer in "Modell für ein Museum", Kunstmuseum Luzern.
- 2006: Ballermann. Die Ausstellung, Kunsthalle zu Kiel.
- 2006: Auto-Nom-Mobile. Das Automobil in der Zeitgenössischen Kunst, Kasseler Kunstverein, Kassel
- 2006: Face to Face, Ausstellungshalle zeitgenössische Kunst Münster.
- 2006: Blumenstück. Künstlers Glück, Schloss Morsbroich, Leverkusen.
- 2001: Offensive Malerei, lothringer13, München.